# 高浦守御千户所
高浦守御千户所是明朝设置的一个卫所，位于福建同安县（今福建省厦门市集美区杏林街道高浦社区）。
明洪武二十三年（1390年），设立高浦守御千户所。洪武二十四年（1391年），高浦守御千户所城建成，是厦门史上第一座城池，城墙周长450丈，驻军1258人。它比1394年建成的中左守御千户所城规模更大、驻军更多。
高浦守御千户所城的建立，不仅为同安县西部地区提供了坚实的军事屏障，也极大地推动了明朝时期该地区的经济与社会发展。经济方面，高浦逐渐发展为水陆交通要冲，商贸活动日趋活跃，明末更孕育出郑彩、郑联等著名大海商。文化方面，抗倭名将戚继光曾在解围高浦所城后，于此创办“戚公院”书院，极大促进了地方文化的繁荣。1646年清朝攻占福建后，高浦守御千户所被撤销，高浦守御千户所城也随之被拆除。